# Les Maillys
Les Maillys – miejscowość i gmina we Francji, w regionie Burgundia-Franche-Comté, w departamencie Côte-d’Or.
Według danych na rok 1990 gminę zamieszkiwało 739 osób, a gęstość zaludnienia wynosiła 25 osób/km² (wśród 2044 gmin Burgundii Les Maillys plasuje się na 321. miejscu pod względem liczby ludności, natomiast pod względem powierzchni na miejscu 185.).